# القرية بجانب البحر (رواية)
القرية بجانب البحر  (بالإنجليزية: The Village by the Sea)‏ هي رواية للكاتبة الهندية أنيتا ديساي، نشرت عام 1982، عن دار نشر هينمان.